# Sysmä
För andra betydelser, se Sysmä (olika betydelser).
Sysmä är en kommun i landskapet Päijänne-Tavastland i Finland. Sysmä har 3 584 invånare och har en yta på 936,18 km². Grannkommuner är Asikkala, Gustav Adolfs, Heinola, Kuhmois, Luhanka och Padasjoki.
Sysmä är enspråkigt finskt.
Sysmä är den kommun i Finland där antalet fritidshus är störst i förhållande till den bofasta befolkningen, om somrarna mer än tredubblas befolkningen i kommunen.

## Historia
Lämningar efter bosättningar har hittats på höga kullar som höjde sig över vattenytan när inlandsisen drog sig tillbaka för 9000-12000 år sedan. Gravplatser, offerstenar och andra arkeologiska föremål har hittats i trakten.
Sankt Olavs kyrka byggdes 1442 under en tid när Sysmä var östra Tavastlands andliga centrum. Kyrkan är byggd i gråsten och bränt tegel. Skyddhelgon för kyrkan är vikingakungen Sankt Olav.

## Geografi
Tätorten Sysmä är belägen vid en vik, Majutvesi, av sjön Päijänne. Kommunen ligger ungefär halvvägs mellan Lahtis och Jyväskylä. Landskapet kring Sysmä är rikt på sjöar, 29 % av kommunens area är vatten. Stora delar av landytan är precis som övriga Finland täckt av skog.
En egendom i kommunen är Liljefors (fi. Vanha-Virtaa).

### Tätorter
Vid tätortsavgränsningen den 31 december 2021 fanns endast en tätort inom Sysmä kommuns område: Sysmä kyrkoby med 1 870 invånare.

## Politik

### Mandatfördelning i Sysmä kommun, valen 1976–2021
|  | 8 | 9 |  | 8 |

|  | 7 | 9 |  | 9 |

|  | 7 | 9 | 3 | 7 |

| 7 | 9 | 4 | 7 |

| 8 | 9 | 3 | 7 |

| 7 | 11 |  | 8 |

| 7 | 12 |  | 7 |

| 6 | 11 | 2 | 8 |

| 16 | 11 |

|  | 7 | 10 | 9 |

| 19 | 8 |

| 6 | 2 | 10 | 9 |

| 15 | 12 |

| 4 | 2 | 1 | 7 | 7 |

| 13 | 8 |

| 2 | 6 | 3 | 7 | 3 |

| 11 | 10 |

## Befolkningsutveckling
| Befolkningsutvecklingen i Sysmä kommun 1975–2020                                                             | Befolkningsutvecklingen i Sysmä kommun 1975–2020 | Befolkningsutvecklingen i Sysmä kommun 1975–2020 | Befolkningsutvecklingen i Sysmä kommun 1975–2020 | Befolkningsutvecklingen i Sysmä kommun 1975–2020 |
| --- | ------------------------------------------------ | ------------------------------------------------ | ------------------------------------------------ | ------------------------------------------------ |
| |                                                  |                                                  |                                                  |                                                  |
| År |                                                  |                                                  | Folkmängd                                        |                                                  |
| 1975 | 1975                                             |                                                  | 6 549                                            |                                                  |
| 1980 | 1980                                             |                                                  | 6 090                                            |                                                  |
| 1985 | 1985                                             |                                                  | 5 802                                            |                                                  |
| 1990 | 1990                                             |                                                  | 5 527                                            |                                                  |
| 1995 | 1995                                             |                                                  | 5 326                                            |                                                  |
| 2000 | 2000                                             |                                                  | 4 915                                            |                                                  |
| 2005 | 2005                                             |                                                  | 4 655                                            |                                                  |
| 2010 | 2010                                             |                                                  | 4 305                                            |                                                  |
| 2015 | 2015                                             |                                                  | 4 040                                            |                                                  |
| 2020 | 2020                                             |                                                  | 3 631                                            |                                                  |
| Anm: Uppgifterna avser förhållandena den 31 december nämnda år enligt områdesindelningen den 1 januari 2022. |                                                  |                                                  |                                                  |                                                  |

## Sevärdheter
|  | Päijätsalo är en ca 300 ha stor ö belägen i sjön Päijänne. Den är en del av Päijänne nationalpark. På öns högsta punkt byggdes 1899 ett utsikstorn varifrån man har utsikt över sjöns största fjärd, Tehinselkä. Konstutställningen Suvi-Pinx innehållande modern konst som anordnas varje sommar. - Virtaa Gammelgård - Virtaa Herrgård - Hembygdsmuseet - Finlands Dragspelsmuseum - Sankt Olafs kyrka - Teaterhuset - Dockteaterhuset Musta & Valkea Ratsu |